# Cryptolaemus montrouzieri
Cryptolaemus montrouzieri je majhen avstralski hrošč iz skupine polonic, kamor spada tudi splošno znana pikapolonica. Vsem polonicam je skupno prehranjevanje s kaparji raznih vrst. Cryptolaemus montrouzieri je specializiran bolj na volnate uši, vendar je oportunist in se v pomanjkanju hrane spravi tudi na druge žuželke, sploh ščitaste in druge uši.

## Razvojni cikel
Odrasle samice ležejo jajčeca v kolonije uši v jajčne ali kokonaste mase, v vsako po eno jajčece, običajno po 10 jajčec na dan. Iz jajčec se izležejo male ličinke, poraščene z belimi volnatimi izrastki in so na videz podobni volnatim ušem. Larve zrastejo do dolžine 10 mm in v svojem življenjskem ciklusu pojedo do 250 larv, uši ali njihovih jajčec. Larve se razvijajo približno 3 tedne, odrasle živali pa en mesec. 

## Uporaba v hortikulturi
Cryptolaemus montrouzieri se ne more razviti v kolonijah dolgoroge volnate uši (Pseudococcus longispinus), ker potrebuje za izleganje jajčec volnate kokone, ta pa izleže že razvite ličinke. Pri napadanju kolonij volnate uši najprej napade mlade ličinke in hitro zdesetka večje populacije uši. Vseeno ni priporočljiva uporaba te polonice za uničevanje drugih škodljivcev, ker lahko pride do navzkrižnega uničevanja raznih zajedavcev.